# Marijan Bogdanović
Marijan Bogdanović ( Kreševo, 8. prosinca, 1720. – Kreševo, 7. siječnja 1772. ) bio je hrvatski i bosanskohercegovački apostolski vikar, latinist i ljetopisac.

## Životopis
U kreševski samostan stupio u dvanaestoj godini i tu je stekao osnovnu naobrazbu, te započeo novicijat. Filozofsko-teološki studij završio u Napulju. Obnašao je visoke vjerske i javne dužnosti, a prije smrti je imenovan apostolskim vikarom. Od 1765. do 1771. pisao je Ljetopis kreševskog samostana na latinskom jeziku, te manjim dijelom na hrvatskom i bosančicom. Ljetopis je protkan brojnim talijanizmima, što je posljedica njegova školovanja u Italiji, a sadrži povijesno vrijedne podatke o crkvenim i općim prilikama u BiH toga doba.

## Djela
- Ljetopis kreševskog samostana 1765. – 1817. (1984.)
- Ljetopis franjevačkog samostana u Kreševu (1918.)